# Herrens frambärandes kyrka, Sylva
Herrens frambärandes kyrka (ryska: Церковь Сретения Господня; translitteration: Tserkov Sretenija Gospodnja) är en rysk-ortodox kyrkobyggnad belägen i byn Sylva, i Sverdlovsk oblast, i Ryssland.
Kyrkan är helgad åt högtiden Kyndelsmässodagen och tillhör Jekaterinburgs stift.

## Historik
Herrens frambärandes kyrka i Sylva byggdes år 1855.
På 1930-talet stängdes kyrkan ned. Senare användes kyrkan som ett bibliotek och en klubb.
1994 lämnades kyrkan tillbaka till församlingen och i nuläget (maj 2021) håller byggnaden på att restaureras.

## Kyrkan
Kyrkan är korsformad.